# Open GDF Suez de Belfort
L'Open GDF Suez de Belfort è un torneo professionistico di tennis giocato su campi in sintetico. Fa parte dell'ITF Women's Circuit. Si gioca a Belfort in Francia.

## Albo d'oro

### Singolare
| Anno | Campionessa  | Finalista      | Punteggio      |
| ---- | ------------ | -------------- | -------------- |
| 2010 | Elena Bovina | Romina Oprandi | 7–6(3) 5–7 6–4 |

### Doppio
| Anno | Campionesse                 | Finaliste                       | Punteggio      |
| ---- | --------------------------- | ------------------------------- | -------------- |
| 2010 | Elena Bovina Irena Pavlović | Nikola Hofmanová Karina Pimkina | 6–2 2–6 [10–6] |